# 2. armáda (mobilizace 1938)
2. armáda byla polní armáda, která v době mobilizace v roce 1938 měla za úkol bránit hlavní obranné postavení (HOP) v úseku od tvrze Bouda, kde její obranný úsek navazoval na postavení 1. armády až po zemskou hranici Moravy a Slovenska. Celková délka HOP činila 217 km.
Velitelství 2. armády vzniklo 27. září 1938 v 00:00 z dosavadního Zemského vojenského velitelství Brno. Velitelem 2. armády byl divizní generál Vojtěch Luža, který disponoval celkem 4 divizemi. 2. armáda tak byla co do počtu vyšších jednotek nejmenší ze všech armádních uskupení mobilizované československé armády. Stanoviště velitele se nacházelo v Olomouci.

## Úkoly 2. armády
Hlavním úkolem 2. armády byla obrana a udržení HOP na čáře opevnění. Prvosledové jednotky (Hraniční oblast 36 a Hraniční oblast 37) se mohly mimo vesměs obtížně prostupného horského terénu opřít i o relativně silnou linii lehkého i těžkého opevnění, zesílenou několika tvrzemi v různém stupni dokončení. V případě nebezpečí průlomu mohla být obrana posílena druhosledovými jednotkami v podobě 7. divize (SV Zábřeh na Moravě) a 8. divize (SV Moravský Beroun).
Direktivy hlavního velitelství nepřipouštěly zásadní ústupové manévry, protože hluboký průlom v oblasti 2. armády by znamenal průnik do týlu všech tří zbývajících armád a tím zřejmě i jejich porážku. Pravděpodobným protivníkem československé 2. armády by byla německá 2. armáda pod velením generála von Rundstedta, která byla připravena k útoku ve směrech na Bruntál a na Zábřeh na Moravě. Východní křídlo 2. armády by pak pravděpodobně čelilo i útokům polských jednotek v oblasti Těšínska.
Hlavní velení mohlo obranu v úseku 2. armády v případě potřeby podpořit zálohou v podobě 22. divize soustřeďující se v prostoru Žiliny a 12. divize, která se přesunovala z východního Slovenska do oblasti kolem Vsetína. Obě dvě tyto záložní divize však nebyly na přelomu září a října ještě plně soustředěné a zejména v případě 12. divize by příprava k nasazení trvala ještě minimálně několik dnů.

## Podřízené jednotky[1]

### Vyšší jednotky
- IV sbor
- Hraniční pásmo XIII
- 8. divize

### Ostatní jednotky
- dělostřelecký pluk 108
- dělostřelecký oddíl I/302, II/302
- dělostřelecký oddíl II/304
- oddíl hrubých minometů II
- dělostřelecký zpravodajský oddíl 2
- ženijní rota 60, 73
- telegrafní prapor 72
- telegrafní rota 105

### Letectvo II. armády
Velitelství II. armády podléhaly i jednotky letectva, v jejichž čele stál plukovník letectva Jaroslav Plass.
Jednotky přidělené pozemním formacím
- II. armáda (velitelství):
  - 63. letka (zvědná) – Aero A-100, Avia B-71
  - 102. letka (kurýrní) – Beneš-Mráz Be-50, Zlín Z-XII[4]

- IV. sbor: 
  - 5. letka (pozorovací) – Letov Š-328
  - 14. letka (pozorovací) – Letov Š-328 (bez jednoho roje)
- HP XIII: 1 roj 14. letky (pozorovací) – Letov Š-328

Bojové letectvo
- Peruť III/2 (stíhací) 
  - 33. letka – Avia B-534
  - 35. letka – Avia B-534
  - 52. letka – Avia B-534